# Guy Bagnard
Guy Claude Bagnard (ur. 14 kwietnia 1937 w Montceau-les-Mines) – francuski duchowny katolicki, biskup Belley-Ars w latach 1987-2012.
Święcenia kapłańskie otrzymał 29 czerwca 1965.
8 lipca 1987 papież Jan Paweł II mianował go ordynariuszem diecezji Belley-Ars. Sakry biskupiej udzielił mu 4 października 1987 kard. Albert Decourtray.
15 czerwca 2012 papież Benedykt XVI przyjął jego rezygnację z urzędu, złożoną ze względu na wiek (75 lat).